# Christian Panier
Christian Panier, né à Charleroi le 23 août 1951, est un juriste belge qui fut avocat de 1976 à 1983, juge de 1984 à 2011 et enseignant à l'Université catholique de Louvain et l'Université libre de Bruxelles, entre 1976 et 2014.

## Biographie
Fils ainé d'Armand Panier (1923-2019), docteur en biochimie et enseignant (également photographe animalier) et de Nicole Renquet (1929 - 2010), assistante sociale et artiste peintre, il avait un frère, Étienne (1953 - 1975) et une sœur, Simone (1955 - 2007).
Ses grands-parents étaient tous quatre artisans indépendants, établis à Charleroi. Il a grandi à Forest (sud-ouest de Bruxelles), puis s'est installé dans la région de Namur en 1975.
Christian Panier a épousé le 10 juillet 1976 la juriste Béatrice Haubert (1950 - 1999), qui fut enseignante, fonctionnaire et magistrate à l'Auditorat du Conseil d’État. De leur union sont nés deux enfants (1978  / 1981). 

### Formation
Christian Panier a suivi les études primaires et secondaires (humanités classiques) au collège Saint-Pierre d'Uccle (1957 -1969) ; à l'issue de ces cycles, il a remporté le prix européen d'éloquence organisé par les athénées et collèges bruxellois au Centre culturel d'Uccle.
Il a entamé des études de droit aux Facultés universitaires Saint-Louis à Bruxelles. Il les a interrompues après une année, pour poursuivre une formation en art dramatique, successivement à l'Institut des arts de diffusion (classe d'Albert-André Lheureux) et au Conservatoire royal de Bruxelles (classe de Claude Étienne).
En septembre 1971, il reprend les études de droit aux Facultés universitaires Notre-Dame de la Paix à Namur (1971 - 1973) puis à l'Université catholique de Louvain (1973-1976). À l'époque la faculté de droit de l'université francophone n'avait pas encore déménagé en Wallonie et était située en Flandre à Louvain.

### Carrière
Les premiers emplois de Christian Panier seront à la scène, au Théâtre royal des Galeries (scène du Vaudeville) en 1970,  et au Rideau de Bruxelles (Palais des beaux-arts) en 1971. Il y interprète le rôle d'André Sevrais dans La Ville dont le prince est un enfant de Henry de Montherlant, pièce mise en scène par Jean Meyer, sociétaire de la Comédie-Française,. Il apparaît également dans le film de long métrage  Ras le bol de Michel Huisman (1973).
Au terme de ses études de droit, Christian Panier s'inscrit au barreau de Namur en septembre 1976, puis au barreau de Huy, et y exerce la profession d'avocat jusqu'en 1983. En décembre 1981, il est orateur de séance  lors de séance solennelle  de rentrée du Jeune barreau, sur le thème de “La Menuiserie judiciaire”.
En novembre 1984, il entame une carrière de magistrat du siège au sein du tribunal de première instance de Bruxelles, puis, en décembre 1988, au sein de celui de Namur, dont il sera président de mars 1991 à mars 2007, pour s'en retirer fin 2011.
En 1998 et 1999, il est détaché du pouvoir judiciaire pour exercer des fonctions de direction à la Fondation Roi Baudouin.
Parallèlement et accessoirement à son activité juridictionnelle, Christian Panier mènera une carrière scientifique et académique au sein des universités de Louvain (UCL - assistant de 1976 à 1984 et maître de conférence invité de 1994 à 2014) et Bruxelles (ULB - assistant de 1984 à 1992). Ses enseignements porteront principalement sur les matières judiciaires, civiles et administratives. Ponctuellement, il enseignera à l’Institut supérieur de culture ouvrière (lié au Mouvement ouvrier chrétien) et à l’Institut des hautes études des communications sociales (IHECS - Bruxelles).
À titre scientifique, il contribuera aux principales publications juridiques belges francophones : Journal des tribunaux, Jurisprudence de Liège, Mons et Bruxelles, Revue de droit pénal et de criminologie, Revue trimestrielle de droit familial, Annales de droit, Répertoire pratique du droit belge, Revue régionale de droit, Journal des procès...[réf. nécessaire]
Par ailleurs, il collabore régulièrement à diverses revues généralistes, dont La Revue nouvelle (il est membre de son comité de direction de 1979 à 1989). Il est également l'auteur ou le co-auteur de plusieurs ouvrages d'explication ou d'analyse critique du système judiciaire à destination du grand public.
Depuis 2003, il a par ailleurs fait partie, à maintes reprises, de spectacles d'improvisation autour de thèmes judiciaires, sous la houlette du comédien et humoriste Bruno Coppens, et l’intitulé  Impro Justitia,.

## Engagements
À l'Université de Louvain (Leuven), dès 1973, Christian Panier rallie le Comité Action Droit (CAD) qui, dans la foulée de 1968, entend rapprocher droit et justice des aspirations populaires ; dans ce cadre, il participe à l'activité des « boutiques de droit » œuvrant dans les quartiers urbains défavorisés.
Devenu avocat, il s'implique dans la revendication tendant à l'instauration d'un réel accès égalitaire à la justice (du pro deo à l'aide juridique) et à la juste rémunération des prestataires de ce service public. Il se préoccupe également de la condition carcérale.
Jeune juge, il adhère à l'Association syndicale des magistrats (ASM), fondée en 1979 et désapprouvée par la hiérarchie. S'exprimant dans les médias au nom de cette association, il fait l'objet de poursuite et de sanction disciplinaires en 1985. 
Dans la continuité de sa pratique judiciaire et de son enseignement du droit de l'exécution en matière civile, il est amené à présider l'Observatoire du crédit et de l'endettement, qui milite en faveur d'une législation permettant la médiation de dettes.
Fréquemment sollicité par la presse, sous toutes ses formes, il y intervient régulièrement : RTBF, RTL-TVI, La Libre Belgique, Le Soir, Vers l'Avenir, Le Vif-L'Express... et des médias étrangers recueillent ou accueillent ses réflexions et propos. Il a également donné de nombreuses conférences relatives notamment au monde judiciaire et carcéral.
En 2015, alors retraité, il donne à bail une partie d'immeuble qui lui appartient à Michelle Martin, ex-épouse divorcée du criminel Marc Dutroux, après que celle-ci a dû quitter le monastère des sœurs clarisses qui l’avaient accueillie lors de sa libération conditionnelle en septembre 2012. Il devra, dans ce contexte, faire face à quelques réactions hostiles,.

## Distinctions
Officier de l'ordre de la Couronne (1993) et de Léopold (2002) à titre civil, Christian Panier a été désigné Namurois de l'année 1991 par le magazine mensuel du centre de la Wallonie Confluent. En 2005, il a reçu le Prix Condorcet-Aron de la Communauté française de Belgique pour son travail de vulgarisation juridique et judiciaire. Il s'est vu attribuer la Gaillarde d'argent lors des Fêtes de Wallonie 2007 et est lauréat du 112e Prix Blondeau de la Ville de Namur en  2012.

## Publications
- Christian Panier, Comprendre la justice, Bruxelles, Belgique, Éditions Academia, 2004, 157 p. (ISBN 978-2-8059-2070-7)
- Christian Panier et Jean-Jacques Jespers, Justice, Médias, Pouvoir : Un triangle infernal, Bruxelles, Belgique, Éditions Labor, coll. « Trace », 2005, 163 p. (ISBN 978-2-8040-1939-6)
- Christian Panier et Jan Fermon, Justice : Affaire de classes, Bruxelles, Belgique, Éditions Aden, coll. « EPO », 2014, 160 p. (ISBN 978-2-8059-2070-7)